# Pantera Design
Pantera Design Indústria e Comércio Ltda. war ein brasilianischer Hersteller von Automobilen.

## Unternehmensgeschichte
Das Unternehmen hatte seinen Sitz in São Paulo. 1988 begann die Produktion von Automobilen und Kit Cars. Der Markenname lautete Pantera Design. 1992 endete die Produktion.

## Fahrzeuge
Die meisten Modelle basierten auf Fahrgestellen von Volkswagen do Brasil mit Heckmotor. In einigen Fällen wurden sie gekürzt, in anderen nicht. Es gab einen kurzen zweisitzigen und einen längeren viersitzigen VW-Buggy. Außerdem standen Nachbildungen vom MG TD und Porsche 911 als Coupé und Cabriolet im Sortiment.
Der Nachbau des AC Cobra hatte im Gegensatz zu den anderen Modellen einen Motor vom Chevrolet Opala.
Darüber hinaus gab es Pick-ups mit Doppelkabine aus Fiberglas.